# Whiskey Cavalier
Whiskey Cavalier est une série télévisée d'espionnage américaine en treize épisodes de 42 minutes créée par Dave Hemingson et diffusée entre le 24 février et le 22 mai 2019 sur le réseau ABC et en simultané sur le réseau CTV au Canada.
En Belgique, la série est diffusée à partir du 25 juin 2019 sur La Une, en France à partir du 29 juin 2019 sur TF1, en Suisse sur RTS Un à partir du 26 juin 2019 et au Québec à partir du 16 septembre 2019 sur le réseau V. Diffusion sur Antenne Réunion et TNTV (Polynésie française).

## Synopsis
Whiskey Cavalier suit les aventures de l'agent du FBI Will Chase (nom de code : Whiskey Cavalier) qui, à la suite d'une rupture difficile, doit collaborer avec l'agent de la CIA Francesca Trowbridge (nom de code : Fiery Tribune). À la suite de leur rencontre explosive occasionnée par une mission devenue commune par la force des choses, ils sont placés tous les deux à la tête d'une organisation d'espions inter-agences, aussi héroïques et drôles qu'imparfaits. Ils doivent sauver le monde, une mission à la fois.

## Distribution

### Acteurs principaux
- Scott Foley (VF : Constantin Pappas) : Agent spécial du FBI Will Chase alias Whiskey Cavalier, ancien soldat, vétéran de la guerre en Irak
- Lauren Cohan (VF : Marie Giraudon) : Agent de la CIA Francesca « Frankie » Trowbridge alias Fiery Tribune, ancienne tueuse
- Ana Ortiz (VF : Véronique Alycia) : Susan Sampson, une profileuse du FBI
- Tyler James Williams (VF : Mike Fédée) : Edgar Standish, un analyste de la NSA
- Vir Das (en) (VF : Olivier Chauvel) : Jai Datta, un agent de la CIA
- Josh Hopkins (VF : Maurice Decoster) : Agent spécial du FBI Ray Prince

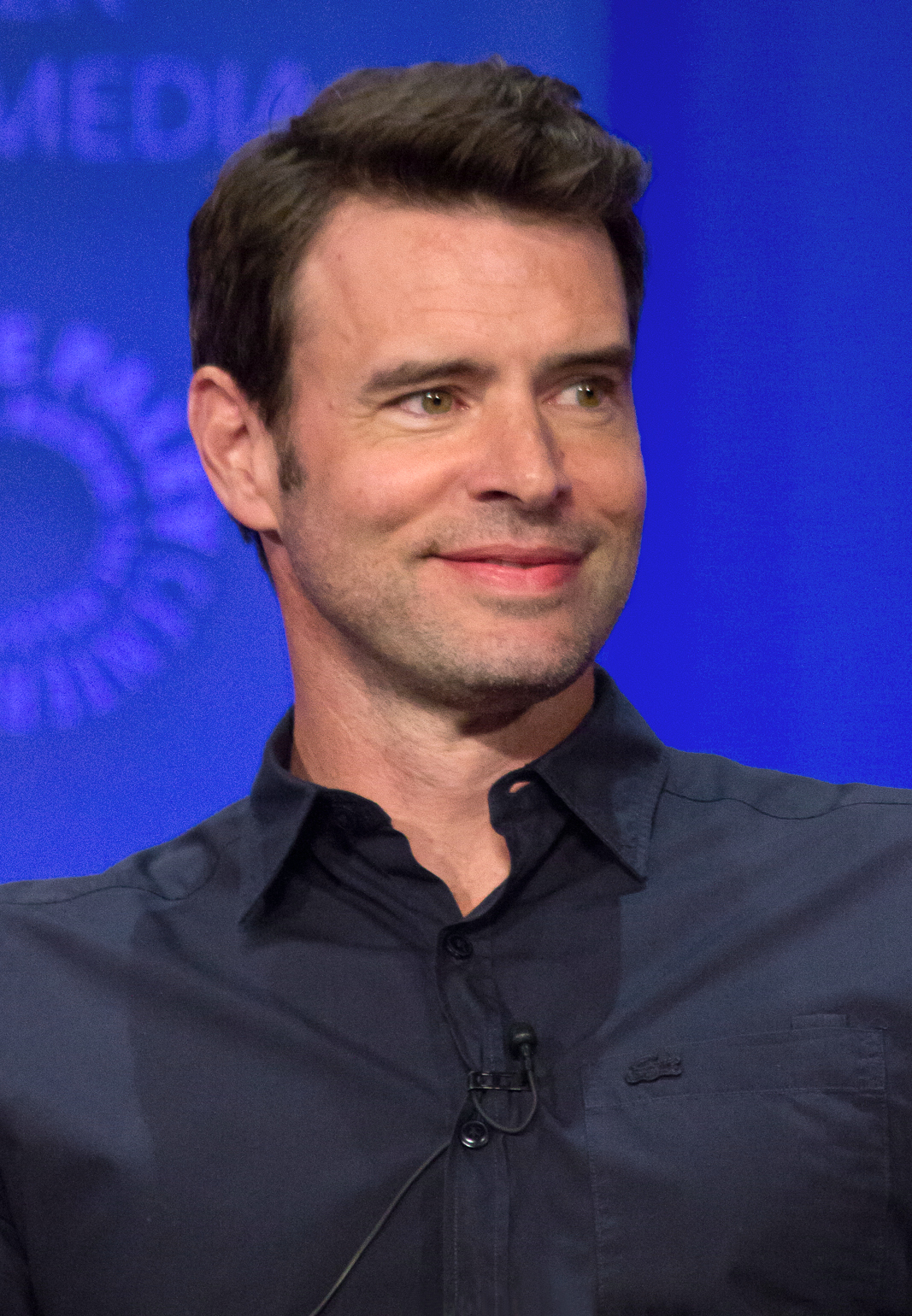
Scott Foley : Agent spécial du FBI Will Chase / Whiskey Cavalier
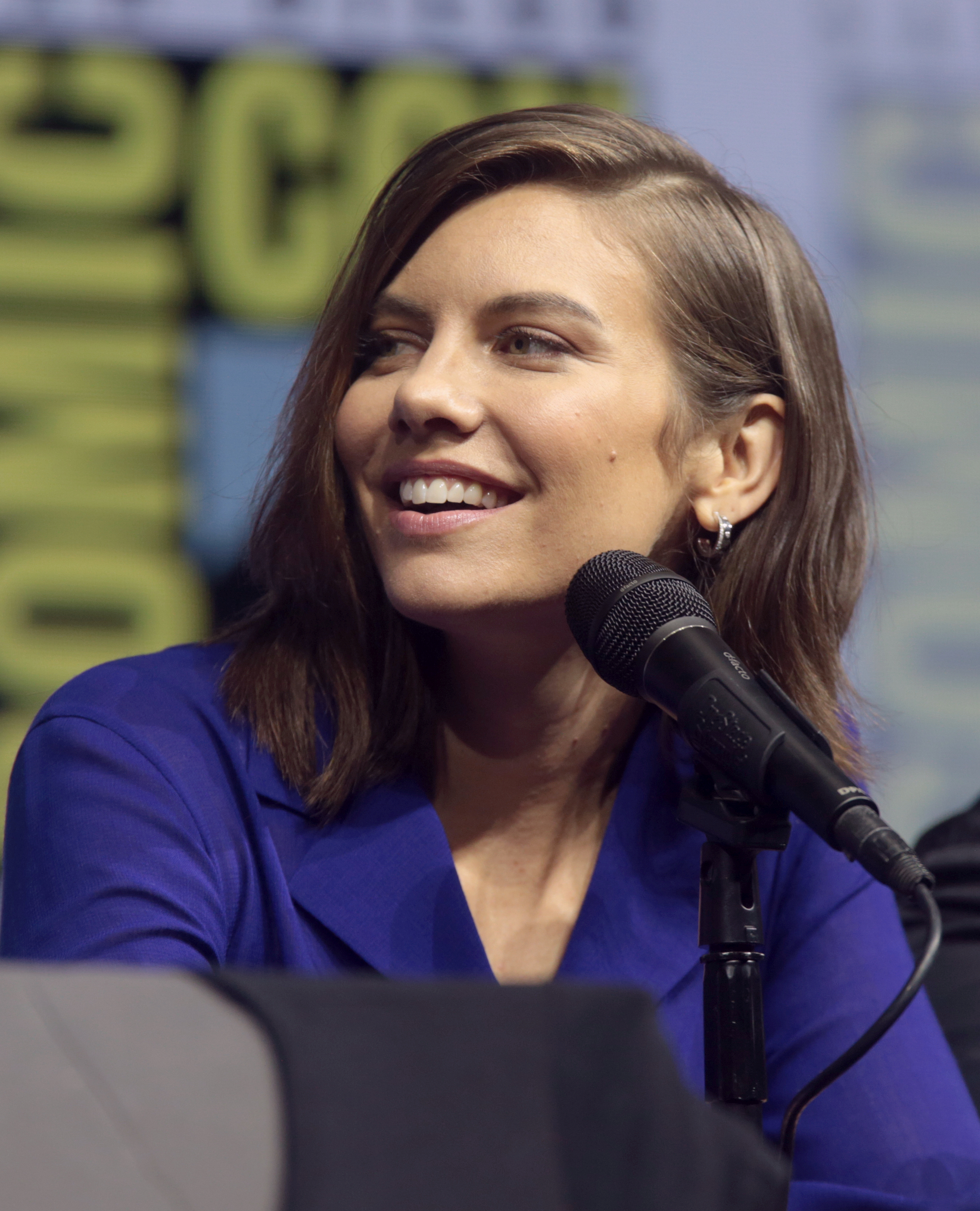
Lauren Cohan : Agent de la CIA Francesca « Frankie » Trowbridge / Fiery Tribune
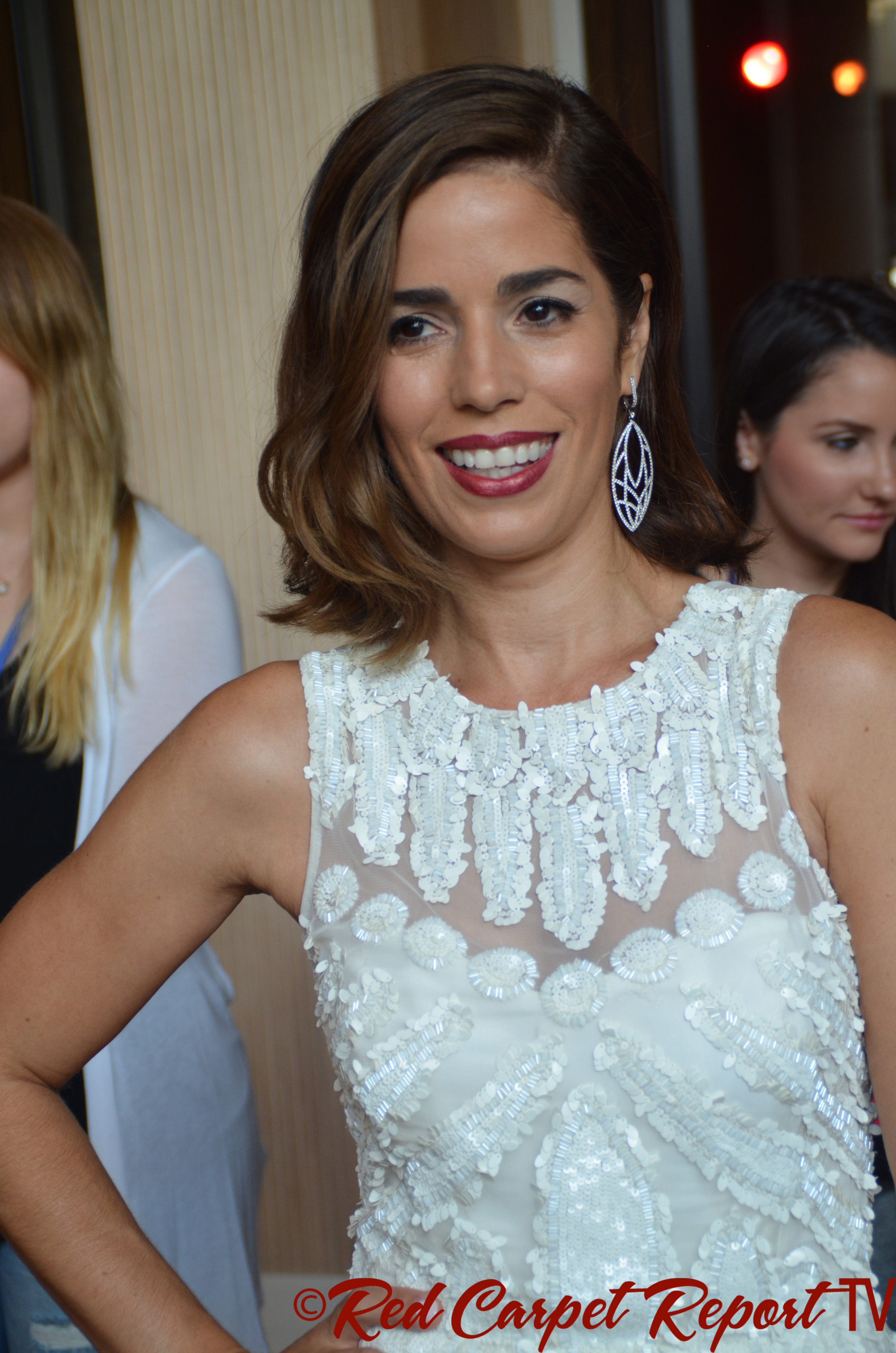
Ana Ortiz : Susan Sampson
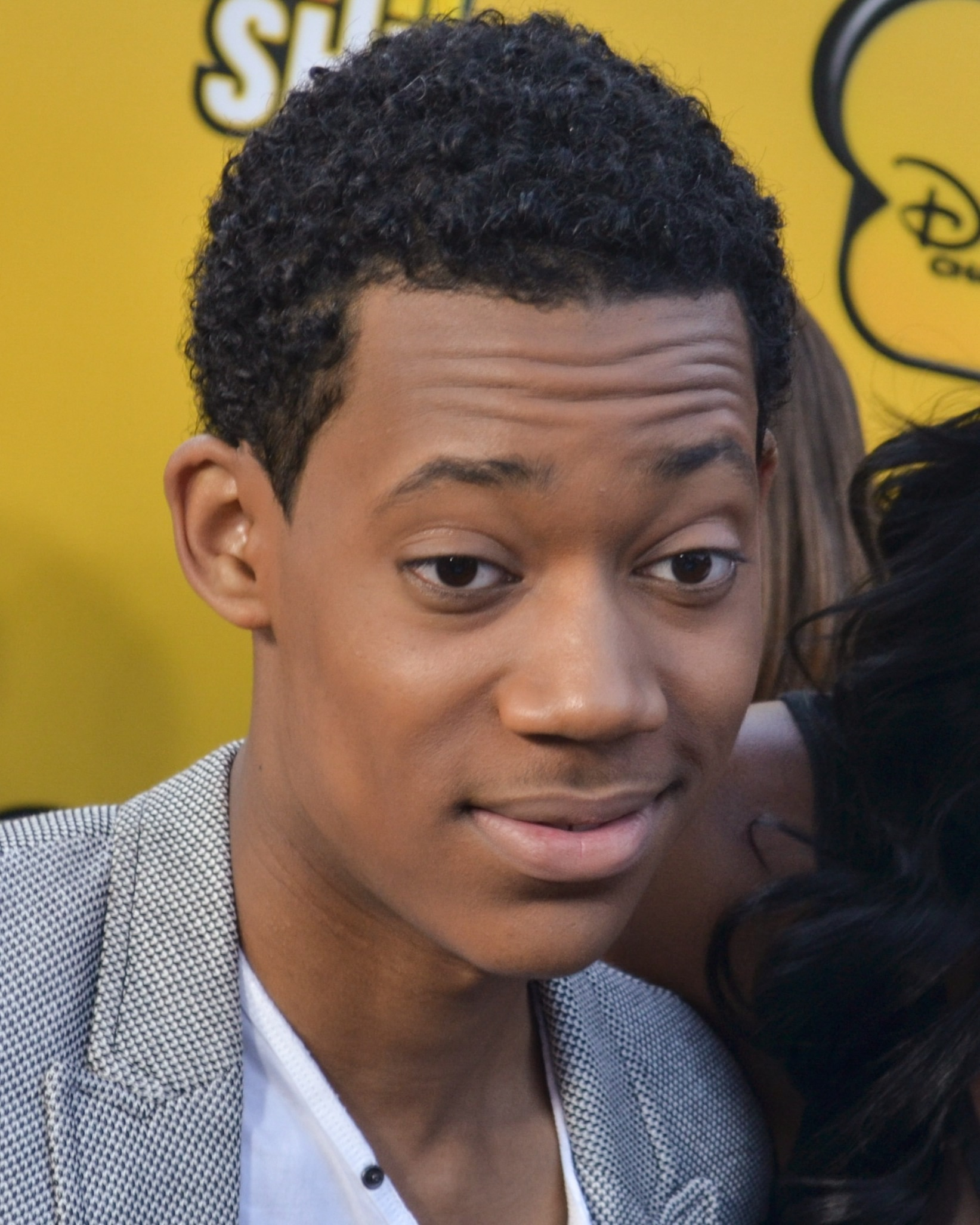
Tyler James Williams : Edgar Standish
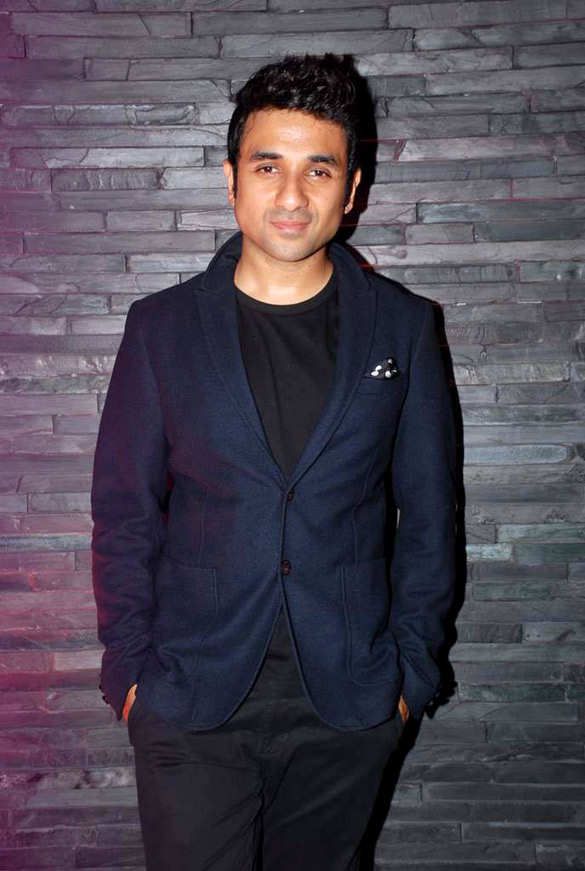
Vir Das (en) : Jai Datta
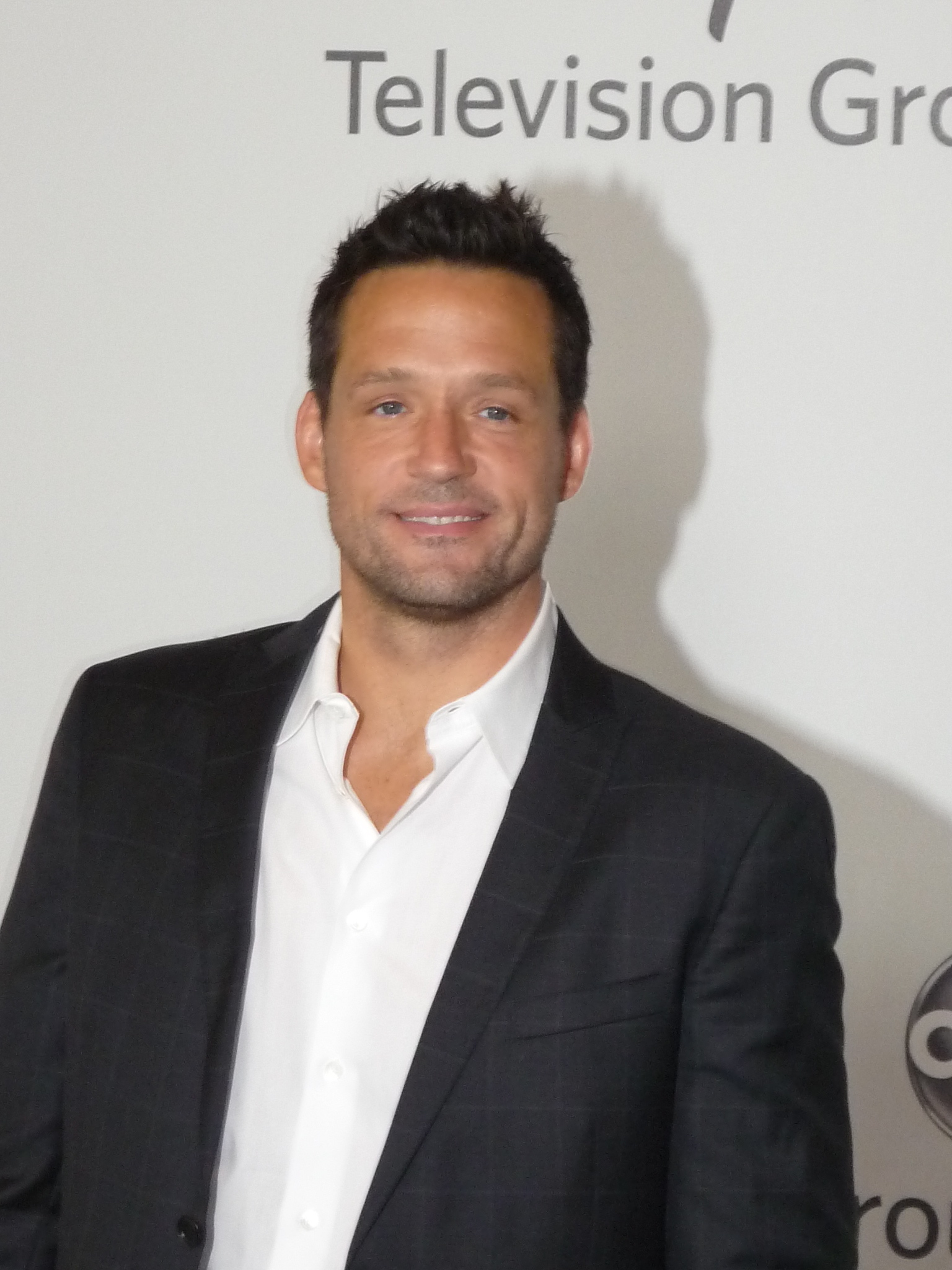
Josh Hopkins : Agent spécial du FBI Ray Prince

### Acteurs récurrents
- Marika Dominczyk (VF : Marie Diot) : Martyna « Tina » Marek (6 épisodes)
- Dylan Walsh (VF : Philippe Valmont) : Alex Ollerman (4 épisodes)
- Ophelia Lovibond (VF : Caroline Mozzone) : Emma Davies (4 épisodes)

### Invités
- Valerie Huber (VF : Pascale Mompez) : Gigi Debrosse
- Bellamy Young (VF : Josy Bernard) : Karen Pappas
- Matthew Marsh : Director Casey
- Nansi Nsue (VF : Camille Ravel) : Hana
- Alix Bénézech : General Costa Mistress
- Ermin Sijamija (en) : Stavros Pappas
- Joe Doyle : Paul
- Christa Miller (VF : Brigitte Aubry) : Kelly Ashland
- David Sullivan (en) : Thomas Andrews
- Ki Hong Lee : Kim Yong Sont
- Dash Mihok : Jimmy Coleman
- David Fynn (en) (VF : Philippe Bozo) : Todd
- George Fouracres : Hugh Cabot
- Erika Kaar (VF : Karine Foviau) : Iona
- Brian Caspe : Dr Stephen Conrad
- Răzvan Vasilescu : Andrei Zimbrean
- Jadran Malkovich : Eddie Benson
- Alberto Basaluzzo : Luca Crudele
- Goran Stjepanovic : Vlad Kozlov
- Costin Sforaru : Vasily Chenu
- Jarreth J. Merz : Henry Griffin
- Sung Kang (VF : Damien Ferrette) : Daniel Lou

## Production

### Développement
Le 24 octobre 2017, il a été annoncé qu'ABC avait donné la production d'un pilote après que plusieurs réseaux ont manifesté leur intérêt. Le pilote a été écrit par David Hemingson, producteur exécutif aux côtés de Bill Lawrence et Jeff Ingold. Scott Foley devait jouer le rôle de producteur. Les sociétés de production impliquées dans le projet pilote incluent Doozer et Warner Bros. Television. Le 16 février 2018, il a été annoncé que Peter Atencio dirigerait le pilote et deviendrait un producteur exécutif. Le 11 mai 2018, il a été annoncé qu'ABC avait donné à la production la commande de la série.
Après avoir annoncé la date de lancement pour le 27 février 2019, ABC décide de diffuser le pilote en avant-première après la diffusion de la cérémonie des Oscars du cinéma le 24 février à 23 h 35 (22 h sur la côte ouest).
Le 12 mai 2019, ABC met fin à la série.

### Casting
En plus de l'annonce pilote, il a été confirmé que Scott Foley figurerait dans la série, en plus de la produire. En février 2018, il a été annoncé que Lauren Cohan, Ana Ortiz et Tyler James Williams avaient rejoint la distribution du pilote.
La série a largement été tournée à Prague, où Scott Foley a déménagé pour l'occasion avec son épouse Marika Dominczyk et leurs trois enfants. 

## Sortie

### Marketing
Le 15 mai 2018, ABC a publié la première bande-annonce officielle de la série.

## Épisodes
(Lorsqu'il y en a deux, les titres français donnés en premier correspondent à la version diffusée en 2019 par la RTBF.)
1. Rodéo en tandem / Quand Whiskey rencontre Frankie (Pilot)
2. Charmeur de serpents / Et Tchèque et Mat (The Czech List)
3. Tous les chemins mènent à Rome (When in Rome)
4. Madame et Monsieur Trowbridge / Mariage à la française (Mrs & Mr Trowbridge)
5. Campagne anglaise / Au service de sa majesté (The English Job)
6. Cinq espions et un bébé / Cinq espions et un couffin (Five Spies and a Baby)
7. Espagne, trains et automobiles / L'auberge espagnole (Spain, Trains and Automobiles)
8. Une taupe dans la ruche (Confessions of a Dangerous Mind)
9. Le Cœur du problème / Le Cœur sur la main (Hearts & Minds)
10. Docteur Whiskey et Mister Will / Sauvez Willy (Good Will Hunting)
11. Collège attitude (College Confidential)
12. Deux faces d'une même pièce (Two of a Kind)
13. Pris en Prague (Czech Mate)